# フォキダ県

フォキダ県
Περιφερειακή ενότητα Φωκίδας測地系: 北緯38度30分 東経22度15分 / 北緯38.500度 東経22.250度座標: 北緯38度30分 東経22度15分 / 北緯38.500度 東経22.250度

フォキダ県（フォキダけん、Φωκίδα / Phokida）は、ギリシャ共和国の中央ギリシャ地方を構成する行政区（ペリフェリアキ・エノティタ）のひとつ。県都はアンフィサ。古代ギリシャでポーキス（フォキス）と呼ばれた地域の一部を含む行政区であり、神託で知られるデルポイ（現・デルフィ）がある。

## 名称
県名となっているフォキダ（Φωκίδα / Phokida）は、カサレヴサでフォキス（Φωκίς / Phokis）と表記されるため、「フォキス県」とも呼ばれる。

## 地理

### 位置・広がり
中央ギリシャ地方西部に位置し、南にコリンティアコス湾に面した行政区である。県都アンフィサは、州都ラミアから南へ約42km、ティーヴァから西北西へ約85km、首都アテネから西北へ約134km、パトラから東北へ約64kmの距離にある。
北にはフティオティダ県、東にはヴィオティア県と接する。西はモルノス川を境界としてエトリア＝アカルナニア県に接している。
古代ギリシャのポーキスに加え、ロクリスとドリス (Doris (Greece)) を含んだ地域である。

### 地勢
フォキダ県は山国であり、県の面積 2120 km² のうち、36 km² の平地、560 km²の森林を除くすべてが山岳である。県東部はパルナッソス山から続く山並みが聳え、県西部はヴァルズーシア山をはじめとする山岳に占められている。南部と東部の大部分は木々のない岩がちな山々が広がっており、西部・中部・北部には緑が広がる。
県西部には、モルノス川を堰き止めたダムによってできたモルノス湖（面積3 km²）が広がっている。
- ヴァルズーシア山
- モルノス湖
- コリンティアコス湾

### 主要な都市・集落
人口1000人以上の都市・集落には以下がある（人口はいずれも2001年国勢調査）。
- アンフィサ（デルフィ市アンフィサ地区） - 6,946人
- イテア（英語版）（デルフィ市イテア地区） - 4,666人
- デルフィ（デルフィ市デルフィ地区） - 2,373人
- デスフィナ（英語版）（デルフィ市デスフィナ地区） - 2,024人
- ガラヒディ（英語版）（デルフィ市ガラヒディ地区） - 1,718人
- ポルドロソス（ギリシア語版）（デルフィ市パルナソス地区） - 1,465人

2010年以前の広域自治体（ノモス）としてのフォキダ県は、全ギリシャの県の中で最も人口の少ない県の一つであり、もっとも人口密度の稀薄な県であった。人口は県東南部のアンフィサやイテアの周辺に集中しており、このほか沿岸部に大きな町がある。北部および東部のは人口は少ない。
- アンフィサ
- デルフィ
- ガラヒディ

## 歴史
フォキダ県は、1948年にフティオティダ・フォキダ県 (Phthiotis and Phocis Prefecture) が分割されてできた。
1960年代にはモルノス・ダムが完成した。

## 社会
夏期には観光客の殺到で人口は2倍近くになる。
現代のフォキス県には古代以来のさまざまなギリシャ人種族が居住している。主な種族は、フォキス人、ロクリス人（en:Locrians）、ドーリア人で、そうした種族が混ざり合って、しばしばRoumeliotesとして言及される独特の言語学的・文化的遺産を持った現在のフォキス人を構成している。

## 行政区画

フォキダ県

### 市（ディモス）
フォキダ県は、以下の自治体（ディモス）から構成される。人口は2001年国勢調査時点。
|   | 自治体名 | 綴り   | 政庁所在地      | 面積 Km² | 人口   |
| - | -------- | ------ | --------------- | -------- | ------ |
| 1 | デルフィ | Δελφοί | アンフィサ (el) | 1,123    | 26,992 |
| 2 | ドリダ   | Δωρίδα | リドリキ (el)   | 1,007    | 16,021 |

### 旧自治体（ディモティキ・エノティタ）

フォキダ県の旧自治体（2010年まで）

カリクラティス改革（2010年）以前の広域自治体（ノモス）としてのフォキダ県は、以下の基礎自治体（ディモス）から構成されていた。改革後、旧自治体は新自治体（ディモス）を構成する行政区（ディモティキ・エノティタ）となっている。
下表の番号は右図と対応している。「旧自治体名」欄で※印を付したものはキノティタ、それ以外はディモス。「政庁所在地」欄で太字になっているものは、新自治体の政庁所在地となったものを示す。
|    | 旧自治体              | 綴り      | 政庁所在地        | 新自治体 |
| -- | --------------------- | --------- | ----------------- | -------- |
| 1  | アンフィサ            | Άμφισσα   | アンフィサ        | デルフィ |
| 2  | ヴァルズーシア        | Βαρδούσια | クロキリオ (el)   | ドリダ   |
| 3  | ガラヒディ            | Γαλαξείδι | ガラヒディ (el)   | デルフィ |
| 4  | グラヴィア (ギリシャ) | Γραβιά    | グラヴィア (el)   | デルフィ |
| 5  | デルフィ              | Δελφοί    | デルフィ (el)     | デルフィ |
| 6  | デスフィナ            | Δεσφίνα   | デスフィナ        | デルフィ |
| 7  | エフパリオ            | Ευπάλιο   | エフパリオ (el)   | ドリダ   |
| 8  | イテア                | Ιτέα      | イテア            | デルフィ |
| 9  | カリエイス            | Καλλιείς  | マヴロリタリ (el) | デルフィ |
| 10 | リドリキ              | Λιδωρίκι  | リドリキ          | ドリダ   |
| 11 | パルナソス            | Παρνασσός | ポルドロソス (el) | デルフィ |
| 12 | トロフォン            | Τολοφών   | エラティニ (el)   | ドリダ   |

- Διοικητική διαίρεση νομού Φωκίδας - フォキダ県の自治体・集落一覧（1999年 - 2010年）

## 交通

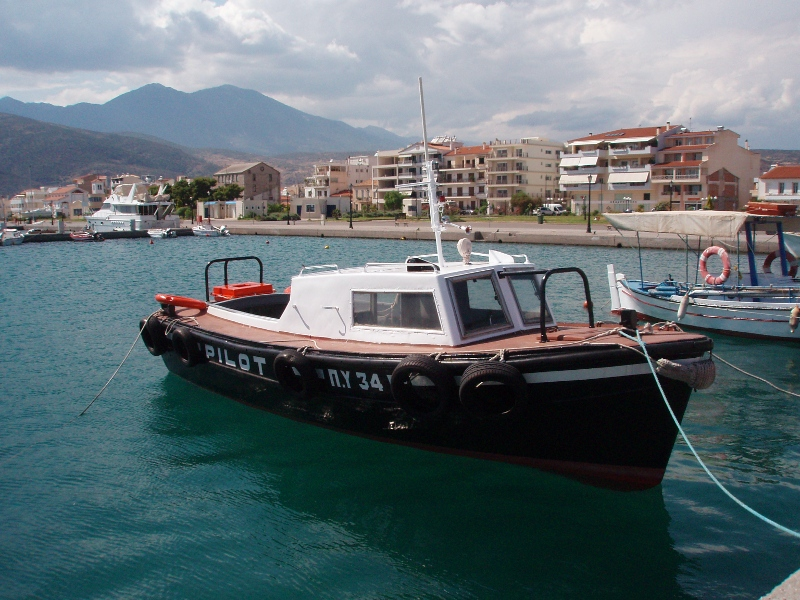
イテア港

### 道路
欧州自動車道路
- E65号線 : 〔… - ラミア〕 - アンフィサ - デルフィ - イテア - エラティニ - 〔アンディリオ - …〕

主要な自動車道路
- GR-27号線  (Greek National Road 27)  : 〔ラミア〕 - アンフィサ - デルフィ - イテア
- GR-48号線  (Greek National Road 48)  : 〔アンディリオ〕 - エラティニ - イテア - デルフィ - 〔リヴァディア - …〕

### 港湾
- イテア港